# Carmina Burana (Orff)
Carmina Burana és una obra musical de Carl Orff. La composició combina de forma sorprenent els textos medievals del Carmina burana, una col·lecció de cants dels segles xii i xiii, i música vocal i instrumental del segle xx. L'obra d'Orff, que té el mateix títol que la col·lecció de poemes medievals, té forma de cantata escènica, i s'estrenà el 1937. El seu fragment més conegut és l'O Fortuna, que constitueix la primera part del preludi i que es repeteix al final de l'obra. Orff subtitulà la composició: Cantiones profanae cantoribus et choris cantandae comitantibus instrumentis atque imaginibus magicis (en llatí: cançons laiques per a cantants i coreutes per ser cantades amb instruments i imatges màgiques). La versió d'Orff forma part d'una trilogia juntament amb Catulli Carmina i Trionfo di Afrodita.
De la col·lecció completa dels Carmina burana, Orff va escollir 25 cançons i les va ordenar de manera que poguessin representar-se en un escenari, tot i que en l'actualitat s'acostuma a interpretar en versió concert.

## Música
Pel que fa a la música, es va emmotllar a la senzillesa dels textos. Aproximadament la meitat de les peces són cançons la melodia de les quals es repeteix a cada estrofa gairebé sense variants i a vegades es limita a realitzar simples escales majors o menors. El ritme és l'encarregat de donar varietat al conjunt, i així s'evita qualsevol monotonia. Aquesta riquesa rítmica és, potser, la característica més important dels Carmina Burana d'Orff.
A la cantata, a més de l'orquestra i cors (cor gran, cor petit i cor d'infants), hi intervenen solistes: soprano, tenor, baríton i baix, i hi destaca l'abundant i esplèndida percussió. L'orquestració inclou tres flautes, tres oboès, tres clarinets, dos fagots, un contrafagot, quatre corns, tres trompes, tres trombons, una tuba, cinc timpans, una celesta, dos pianos, violins, violes, violoncels i contrabaixos.

## Estructura escènica
L'obra d'Orff consta d'una introducció, tres parts i un final.
- Introducció: Fortuna imperatrix mundi.
- Primera part: Primo vere - Ûf dem anger.
- Segona part: In taberna.
- Tercera part: Cours d'amour - Blanziflour et Helena.
- Final: Fortuna imperatrix mundi.

## Carmina Burana en la cultura popular
- La pel·lícula americano-britànica d'aventures fantàstiques i de cavalleria Excàlibur, dirigida per John Boorman i estrenada el 1981 tenia escenes amb temes del Carmina Burana d'Orff.
- Michael Jackson utilitzà O Fortuna com a música del seu Brace Yourself i al principi de la seva gira Dangerous World Tour.
- Ozzy Osbourne utilitzà O Fortuna com un dels números dels seus espectacles en viu a mitjans dels anys vuitanta i noranta.
- Ray Manzarek, el teclista del grup estatunidenc The Doors, gravà tota l'obra d'Orff amb arranjaments rock.
- La banda alemanya Corvus Corax va compondre el 2005 Cantus buranus, una òpera basada en el manuscrit original de Carmina Burana, amb una música del tot diferent de la d'Orff.
- A Rosario (Argentina) hi ha un grup de rock anomenat Carmina Burana (pronunciat erròniament /karmína/ en comptes de /kármina/).
- Therion —una banda de metal simfònic— va fer una versió del tema O Fortuna en el seu àlbum Deggial.
- El grup alemany In Extremo va fer una versió del tema Omnia Sol Temperat en el seu àlbum Sünder ohne Zügel.
- La banda noruega Apoptygma Berzerk la va utilitzar en el seu tema Love Never Dies.
- El productor Enigma usà cants d'O Fortuna per al seu disc The Screen Behind the Mirror.